# Lijst van rivieren in Suriname

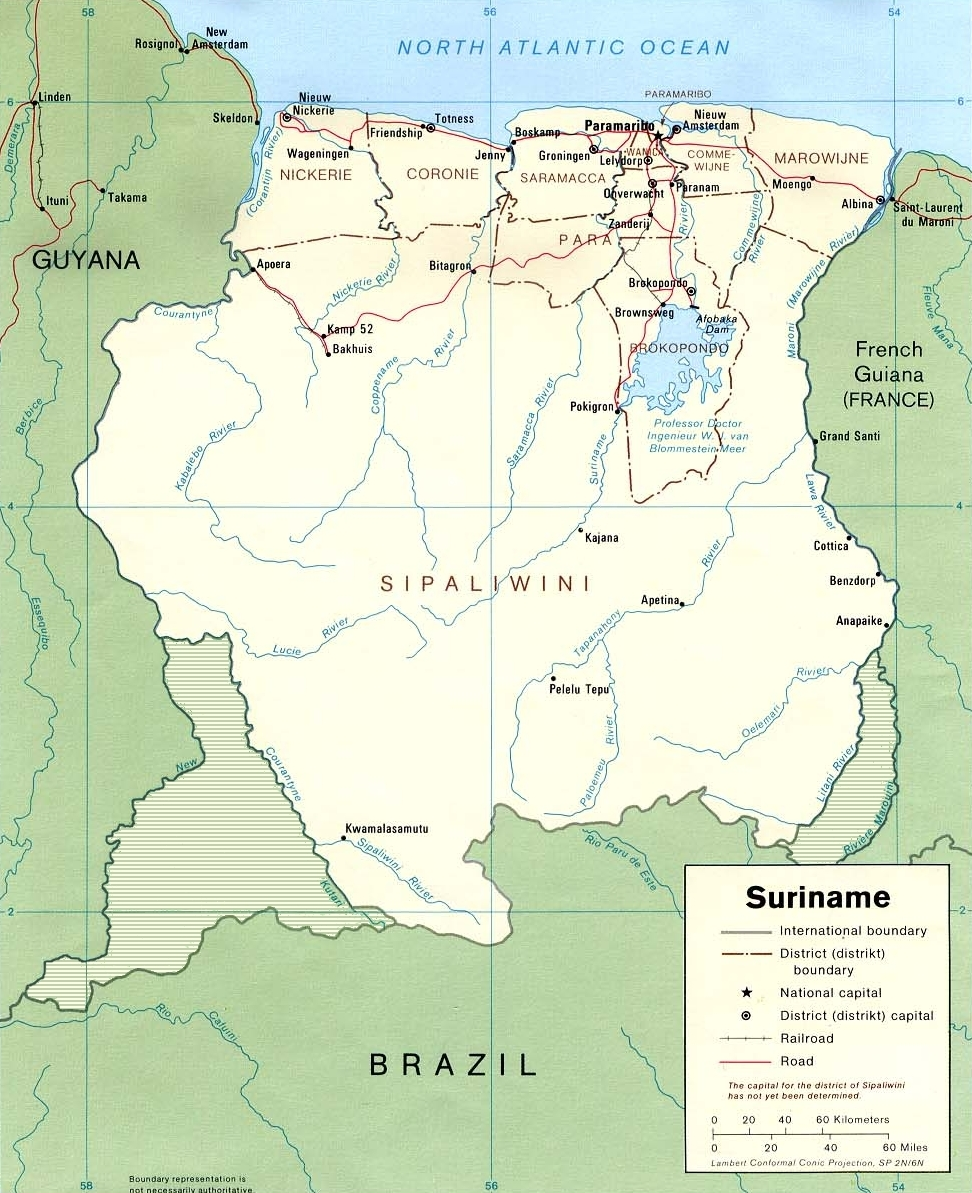
Kaart met de belangrijkste rivieren in Suriname.

Dit is een lijst van rivieren in Suriname, gegroepeerd per stroomgebied. De opeenvolgende zijrivieren zijn ingesprongen weergegeven onder de naam van elke hoofdrivier.

## Atlantische Oceaan
- Marowijne
  - Tapanahony
    - Paloemeu

  - Djoekakreek
  - Gonini
    - Emma
    - Wilhelmina

  - Grankreek
  - Lawa
    - Litani
      - Oelemari

    - Malani (Marouini) (betwist)
    - Assicikreek

  - Wanekreek
- Suriname
  - Commewijne
    - Cassiporakreek
    - Commetewane
    - Cottica
    - Hooikreek
    - Mapanekreek
    - Motkreek
    - Orleane
    - Pericakreek
    - Warappakreek

  - Sommelsdijkse Kreek
  - Para
    - Coropinakreek

  - Pauluskreek
  - Brokopondostuwmeer
  - Gran Rio
- Saramacca
  - Cabanakreek
  - Grankreek
- Coppename
  - Coesewijne
- Nickerie
  - Koffiemakkakreek
- Corantijn
  - Kabalebo
  - Lucie
  - Coeroenie
    - Koetari
      - Aramatau

    - Sipaliwini

  - Boven-Corantijn (Nieuwe rivier)
    - Oronoque